# Annulaspis singularis
Annulaspis singularis är en insektsart som beskrevs av Mckenzie 1963. Annulaspis singularis ingår i släktet Annulaspis och familjen pansarsköldlöss. Inga underarter finns listade i Catalogue of Life.